# Новогригорівське
Новогриго́рівське — село в Україні, у Високопільській селищній громаді Бериславського району Херсонської області. Населення становить 261 осіб.

## Історія
12 червня 2020 року, відповідно до Розпорядження Кабінету Міністрів України від № 726-р «Про визначення адміністративних центрів та затвердження територій територіальних громад Херсонської області», увійшло до складу Високопільської селищної громади.
19 липня 2020 року, в результаті адміністративно-територіальної реформи та ліквідації  Високопільського району, увійшло до складу Бериславського району.
Село тимчасово окуповане російськими військами 24 лютого 2022 року. Звільнене від окупантів 6 квітня 2022 року.

## Населення
Згідно з переписом УРСР 1989 року чисельність наявного населення села становила 225 осіб, з яких 112 чоловіків та 113 жінок.
За переписом населення України 2001 року в селі мешкала 261 особа.

### Мовний склад
Рідна мова населення за даними перепису 2001 року:
| Мова       | Чисельність, осіб | Доля     |
| ---------- | ----------------- | -------- |
| Українська | 257               | 98,47 %  |
| Російська  | 4                 | 1,53 %   |
| Разом      | 261               | 100,00 % |